# العلاقات الفلبينية الباهاماسية
العلاقات الفلبينية الباهاماسية هي العلاقات الثنائية التي تجمع بين الفلبين وباهاماس.

## مقارنة بين البلدين
هذه مقارنة عامة ومرجعية للدولتين:
| وجه المقارنة                                              | الفلبين                       | باهاماس      |
| --------------------------------------------------------- | ----------------------------- | ------------ |
| المساحة (كم2)                                             | 343.45 ألف                    | 13.88 ألف    |
| عدد السكان (نسمة)                                         | 104.92 مليون                  | 395.36 ألف   |
| الكثافة السكانية (ن./كم²)                                 | 305.49                        | 28.48        |
| العاصمة                                                   | مانيلا                        | ناساو        |
| اللغة الرسمية                                             | اللغة الفلبينية، لغة إنجليزية | لغة إنجليزية |
| العملة                                                    | بيسو فلبيني                   | دولار بهامي  |
| الناتج المحلي الإجمالي (بليون دولار)                      | 313.60 مليار                  | 12.16 مليار  |
| الناتج المحلي الإجمالي (تعادل القوة الشرائية) بليون دولار | 743.90 مليار                  | 8.92 مليار   |
| الناتج المحلي الإجمالي الاسمي للفرد دولار أمريكي          | 2.90 ألف                      | 22.82 ألف    |
| الناتج المحلي الإجمالي للفرد دولار أمريكي                 | 7.39 ألف                      |              |
| مؤشر التنمية البشرية                                      | 0.668                         | 0.790        |
| رمز المكالمات الدولي                                      | +63                           | +1242        |
| رمز الإنترنت                                              | .ph                           | .bs          |
| المنطقة الزمنية                                           | توقيت الفلبين                 | 00           |

## منظمات دولية مشتركة
يشترك البلدان في عضوية مجموعة من المنظمات الدولية، منها:
| علم المنظمة | اسم المنظمة                               | تاريخ انضمام الفلبين | تاريخ انضمام باهاماس |
| ----------- | ----------------------------------------- | -------------------- | -------------------- |
|             | مؤسسة التنمية الدولية                     | 28 أكتوبر 1960       | 23 يونيو 2008        |
|             | يونسكو                                    | 21 نوفمبر 1946       | 23 أبريل 1981        |
|             | وكالة ضمان الاستثمار متعدد الأطراف        | 8 فبراير 1994        | 4 أكتوبر 1994        |
|             | الأمم المتحدة                             | 24 أكتوبر 1945       | 18 سبتمبر 1973       |
|             | الفريق المعني برصد الأرض                  | ?                    | ?                    |
|             | الاتحاد البريدي العالمي                   | ?                    | ?                    |
|             | البنك الدولي للإنشاء والتعمير             | 27 ديسمبر 1945       | 21 أغسطس 1973        |
|             | الاتحاد الدولي للاتصالات                  | 25 مايو 1912         | 19 أغسطس 1974        |
|             | منظمة حظر الأسلحة الكيميائية              | ?                    | ?                    |
|             | مؤسسة التمويل الدولية                     | 12 أغسطس 1957        | 8 ديسمبر 1986        |
|             | المركز الدولي لتسوية المنازعات الاستشارية | 17 ديسمبر 1978       | 18 نوفمبر 1995       |
|             | منظمة الشرطة الجنائية الدولية             | ?                    | ?                    |

## وصلات خارجية
- موقع وزارة الخارجية الفلبينية